# ساکوما شوزان
ساکوما شوزان (انگلیسی: Sakuma Shōzan; ۲۲ مارس ۱۸۱۱ – ۱۲ اوت ۱۸۶۴) سیاست‌مدار، محقق اهل ژاپن بود.
ساکوما به عنوان یک سامورایی در دوره توکوگاوا،که اربابش در زمان میزونو تاداکونی به عضویت در شورای توکوگاوا منصوب و مسئول دفاع ساحلی کشور شده بود. به مطالعه دانش توپخانه ی هلندی و اروپایی روی آورد.
در دهه ۱۸۴۰، وی این تجربه را در تعدادی مراسم یادبود به کار گرفت و استدلال کرد که ژاپن باید با خرید جنگ افزارهای جدید و نیز یادگیری طرز ساخت آنها آماده حمله شود. وی در سال ۱۸۴۹، درصدد تهیه یک فرهنگ واژگان هلندی-ژاپنی و ترجمه کتابهای مناسب هلندی برآمد، با این توجیه که لازم است《دشمن خود را بشناسیم》.
سال بعد، وی این موضوع را بطور جدی با هئیت باکوفو (شورای تصمیم گیری زیر نظر شوگان) در میان گذاشت. وی میگفت:《کشورهای غربی به این دلیل توانسته اند قدرت مادی فراوانی به دست آورند که معرفتشان عقلانی است، در حالی که معرفت چینی عقلانی نیست. و ناتوانی چین در تشخیص این امر موجب شکست آن از بریتانیا در جنگ تریاک شده است. بنابراین، اگر ژاپن می خواهد از سرنوشت چین اجتناب کند، مردم آن باید چیزهایی بخوانند که غرب مجبور بود در رشته های گوناگون بیاموزد و نه صرفاً به چیزهایی که بطور مستقیم به امور جنگی مربوط می شود.》
پاداش ساکوما برای این تلاشها سوء قصدی بود که یک خارجی ستیز کهنه پرست در سال ۱۸۶۴ به جان او انجام داد، هرچند وی شاگردانی تربیت کرده بود که حامل اندیشه های وی تا دوران میجی بودند. وی همچنین شعار دیگری برای آیندگان به ارث گذاشت:《اخلاق شرقی،دانش غربی》